# Martin Geertsen
Martin Raahauge Borreskov Geertsen (født 16. marts 1970 i Sakskøbing) er en dansk politiker som sidder i regionsrådet for Region Hovedstaden for Venstre. Han har tidligere været kultur- og fritidsborgmester i Københavns Kommune 2002-2007 og har desuden været folketingsmedlem i fra 2018-2022.

## Politisk karriere

### Partiarbejde i Venstre
Geertsen startede i Venstres Ungdom (VU) i 1987. Han var formand for VU på Falster og Østlolland i en periode indtil 1990 og næstformand i VU 1995-1996. Han havde forsøgt at blive formand for Venstres Ungdom i 1995 men tabte formandsvalget til Kristian Jensen. Fra 1995 til 2002 var Geertsen ansat som sekretær i sekretariatet for Venstres folketingsgruppe. Han er Venstres politiske leder i Region Hovedstaden.

### Københavns Kommune
Han blev valgt til Københavns Borgerrepræsentation ved kommunalvalget 1997 og var medlem fra 1998 til udgangen af 2007. Han var gruppeformand for Venstre i valgperioden 1998-2001 og derefter kultur- og fritidsborgmester i Københavns Kommune 2002-2007. Ved kommunalvalget 2005 var han Venstres kandidat til overborgmesterposten. Geertsen stoppede som borgmester og udtrådte af Borgerrepræsentation med udgangen i 2007, to år før valgperiodens udløb, og forlod politik for en tid. Venstre i Københavns Kommune udpegede Pia Allerslev til at efterfølge Geertsen som kultur- og fritidsborgmester fra 1. januar 2008.

### Folketinget
Geertsen stillede op til Folketinget første gang ved folketingsvalget 2005 i Søndre Storkreds hvor han blandt andet konkurrerede med Jens Rohde om Venstre-stemmerne i storkredsen i en hård valgkamp. Rohde fik et kredsmandat, mens Geertsen med 1656 personlige stemmer blev 1. stedfortræder for Venstre i storkredsen.
Da Jens Rohde forlod Folketinget i starten af 2007 for at blive direktør i TV 2 Radio, kunne Geertsen som 1. stedfortræder have indtrådt i Folketinget, men han valgte på det tidspunkt i stedet at blive i Borgerrepræsentationen og arbejde på at overtage overborgmesterposten fra Ritt Bjerregaard (Socialdemokratiet).
Tre år efter at have forladt politik i 2008, ønskede Geertsen igen at stille op til Folketinget. I februar 2011 forsøgte han at blive opstillet i Frederiksberg Slotskreds i Københavns Storkreds, men tabte afstemningen om at blive opstillet. I april 2011 blev han opstillet i Utterslevkredsen i Københavns Storkreds. Han blev valgt ved folketingsvalget 2011, men mistede pladsen i Folketinget ved næste valg i 2015.
Han kom tilbage i Folketinget i 2018 ved at overtage Søren Pinds mandat da Pind udtrådte af Folketinget. Ved folketingsvalget 2019, hvor var han opstillet i Tårnbykredsen, blev han genvalgt. Han blev Venstres sundhedsordfører i september 2019 efter tidligere at have været erhvervsskatteordfører.

### Region Hovedstaden
Geertsen har været medlem af regionsrådet i Region Hovedstaden siden 1. januar 2014. Senest blev han genvalgt ved regionsrådsvalget 2021 med 17.029 personlige stemmer.

## Privatliv og erhvervskarriere
Martin Geertsen er opvokset på en gård i Sakskøbing som søn af landmand Frits Geertsen og vikar Birthe Geertsen. Han flyttede til København og begyndte at studere statskundskab på Københavns Universitet i 1991. Studiet blev afsluttet med en cand.scient.pol.-grad i 2008.
Efter at være stoppet som politiker i 2008 blev Geertsen lobbyist. Han var i kommunikationsbureauet Cohn & Wolfe 2008-2010 og i lobbybureauet Rud Pedersen 2010-2011. Geertsen var initiativtaget til det borgerlige netværk Anti Forbud Danmark i 2011.